# 浙江政務服務網
浙江政务服务网是浙江省人民政府在2014年推出的网上政务服务平台，是中国大陆首个搭建在公有云平台上，由省、市、县三级进行一体化模式建设的网上政务服务平台，其移动用户端和支付宝小程序则名为浙里办。截至2019年2月28日，网站的注册人数已经超过了2200万，占浙江省网民总量的四分之一。
在此基础上，浙江省提出了“最多跑一次”改革。2018年1月，中央全面深化改革领导小组审议了《浙江省“最多跑一次”改革调研报告》并予以肯定。2018年3月，“最多跑一次”被写入政府工作报告。

## 背景

### 网络问政
浙江省的网络问政长期以来都走在中国的前列。2008年，浙江省委常委就在浙江在线的“问政零距离”栏目对民众关心的热点议题进行对话以及听取意见。2010年8月起，浙江省委主要领导开始对人民网的网友留言开始公开回复，时任中共浙江省委书记夏宝龙对此提出“真诚倾听网民呼声，真情解决网民困难，真心汇聚网民智慧”的要求，亲自审阅签发对每条留言的回复。此后，省委及省政府办公厅下发《关于做好留言办理工作的意见》等文件，制定《网民留言办理规程》，将政府部门回复网友留言工作经常化、规范化、制度化。

### 政府改革
2013年中共十八届三中全会之后，浙江省委省政府把政府自身改革作为全面改革的首要目标。在时任省长李强的推动下,“四张清单一张网”，即行政权力清单、企业投资负面清单、财政专项资金管理清单、部门责任清单和统一的政务服务网站率先建立，成为浙江省推动自身改革、引领全国政务改革的着力点。2013年，李强在接受财新采访时表示，改革的动机始于省委秘书长任内在浙江省富阳市（现杭州市富阳区）开展的政府部门权力调查研究，他认为必须要从原来的“无限政府向有限政府、从保姆型政府向服务型政府转型”。
2014年6月，浙江省委省政府授权浙江省新闻办所建立“浙江发布”正式在微博上线，紧随而来的是浙江省11个地级市的官方微博上线。浙江各地政府也积极探索网络问政平台，推出了手机客户端和PC客户端等各种平台、多渠道的问政途径，如萧山的“政情民意直通车”还对网友提出问题的受理和处理的时限进行了规定，并让老百姓和网民对处理情况进行评分。网络问政的兴起倒逼电子政务的改革，

## 服务内容

### 服务事项
浙江政务服务网集全省统一的政务服务互联网门户、行政权力（行政审批）事项库、行政审批运行系统、政务云基础设施公共平台为一体，以阳光政务、行政审批、便民服务等三大板块提供网上晒权、行权、办事等三大主题服务：
- 阳光政务板块中列明行政权力清单、企业投资负面清单、财政专项资金管理清单和部门责任清单等，并对考试招生、征地拆迁、工程建设等重点领域事项进行公示，另外还有分设设法规政策、审批办件公告、政府信息依申请公开等专栏[1]。网站还开设有88808880政务服务热线，还开辟有网上咨询、投诉渠道，到2016年第一季度已经收到网民来信7万件。自2015年起又就简政放权、交通治堵、污水治理等话题举行“简政建言”征集活动，到2016年已经累计有30余万网民进行互动。[8]
- 行政审批板块列有办理指南、表格下载、评价查询等服务，在2015年已经列有2万多个在线服务项目，另外设有网上咨询、投诉等渠道，省级政府部门设有在线值班人员，为办事对象进行协助[1]。每一个行政审批事项都会列明其办理流程、办结时限、收费标准[5]。截至2016年，浙江省各地除涉密和国家部委系统运行事项外的行政审批事项均已经纳入政务服务网进行办理，办件次数超过1260万笔。如建筑施工企业安全生产考核合格证书的延期手续仅需在政务服务网上提交材料，信息会同步到浙江省建设厅政务办理中心，审批完成即可在当地办证中心领取证书；浙江省的“三类人员”任职资格核准标准则可以透过系统自动抓取员工身份信息、社保证明、学历证明等个人信息，避免重复审批。[8]
- 便民服务则荟萃有婚育收养、教育培训、求职执业、纳税缴费、就医保健、社会保险、福利救助、房屋租售、交通旅游、证件办理、场馆设施、公共安全、司法公证、环境气象、三农服务等各个省、市、县政府及社会机构所提供的信息[1]。如浙江省东阳市就设有全市范围的公共支付平台，学费和医疗保险等费用即可透过平台进行缴纳，无需前往银行或者政府部门；2016年，浙江政务服务网已经在浙江全省范围内接入72个县、市、区的交通违法罚款、人事考试、教育考试收费的缴纳服务。[8]

其它专题服务包括：
- 数据开放专题设立于2015年9月，是中国《促进大数据发展行动纲要》发布后首个推出的政府数据统一开放平台，提供全省学校的基本信息、市场登记信息、网吧及游艺娱乐场等政府数据资源的下载，并提供接口供二次开发[8]。
- 电子证照专题则荟萃37个不同部门、总计860万条的电子证照数据，以供个人与跨部门比对和查询[8]。
- 档案数据专题则公开了览浙江省档案馆全部的已公开电子档案，包括浙江省政府公报和民国、清朝档案等[8]。
- 信用信息专题则提供了全省企业、政府机关、事业单位、社会组织和个人的信用信息查询服务[8]。

#### 长三角一网通办及无感漫游
为配合长三角公共政务一体化建设，从2019年5月22日起，上海、苏州、杭州、嘉兴、湖州、金华、合肥、芜湖、宣城、安庆、马鞍山、滁州、池州、铜陵实现首批51个政务服务事项（包括30个企业服务事项和21个个人服务事项）的异地“一网通办”。这意味着用户仅需注册浙江政務服務網的账号，完成实名认证后即可在长三角“一网通办”网站，完成三省一市的政务服务事项。另外，“浙里办”客户端还提供长三角“无感漫游”服务，用户如身处上海、江苏、安徽，可通过“浙里办”的“无感漫游”服务切换至当地，使用当地政务服务平台提供的政务服务，如预约当地医院挂号、婚姻登记等。而上海随申办、江苏政务服务、安徽皖事通用户如身处浙江，也可通过“无感漫游”使用当地政务服务平台提供的部分政务服务。

### 服务理念

#### 云上政府
浙江省政务服务网运行于于阿里云计算平台。浙江省政府副秘书长陈广胜在2014年阿里云开发者大会表示：“我们多年来做政府网站有很多通病，比如说重复建设，烧钱，平时可能资源利用率不到20%，但是真正高峰时期却用不上了，所谓养兵千日‘闲着’，用兵一时‘崩溃’。”他指出，浙江省没有为建设政务服务网购买任何服务器和网络设备，却使用了顶级的云服务，并且认为自给自足的机房时代已经落幕。

#### 信息整合
浙江省政务服务网整合了40余个省级部门、11个地市级和90个县级行政区的政务服务资源，实现三级政府之间的数据可以直接连接。陈广胜对网站将省市县三级统一部门进行解释：“因为长期以来电子政务建设存在严重的信息烟囱、孤岛效应，彼此不联通、不共享。这是一种本位主义，从骨子里讲是自给自足的小农意识。最终，电子政务成了‘烧钱’的买卖，看起来用了最先进的技术，性价比却很低。而我们这张网，其实是在统一的云平台上建了上百个子网。再说，如果大家都在网上搞所谓的一站式，个个设站就不是‘一站’，省市县三级部门就有了上千个站。可见，建‘一张网’才能真正杜绝条块分割，形成全省一体化的网上政府。”

#### 闭环管理
浙江省政务服务网会邀请用户对服务进行评分，如果用户提出差评，提供服务的政府部门会有人联络当事服务对象。浙江省政府副秘书长陈广胜认为这有助于促进政府提升服务水平，他指出：“互联网不仅让老百姓少跑腿也能把事情办成，还促进了将权力关进透明的笼子，对政府权力的过程和轨迹进行闭环管理，这正是建设现代政府的题中之意。”

## 历史沿革

### 版本信息
- 浙江政务服务网（www.zjzwfw.gov.cn）于2014年6月25日上线[14][15][16]，同日亦公开了含有4236项权力的省政府部门权力清单等“四张清单”[16]。2019年2月进行过改版，新版网站与支付宝及微信小程序一同上线[14][3]。

- 微信公众号：网站的微信公众号“zjzwfw”，于2014年6月25日与网站同时上线[16][3]。

- 手机客户端：“浙江政务服务”手机客户端在2014年8月28日上线[14][17]。于2019年2月改版升级为“浙里办”[3]。

- 支付宝/微信入口：2015年6月25日，浙江政务服务开始向支付宝及微信的城市服务平台整合推送城市服务资源。2019年2月，浙江政务服务网、支付宝及微信小程序与新版网站一同改版上线[14][3]。

- 平台建设：2015年9月23日上线数据开放平台。浙江政务服务网统一支付平台于2014年12月24日上线[14]。

### 法律地位
2015年10月起实施的《浙江省重大行政决策程序规定》写明：“决策最终决定，除依法不公开的外，应当通过政务服务网以及其他途径公布，便于公众知晓和查询”。此外，浙江省政府办公厅透过《浙江政务服务网信息资源共享管理暂行办法》和《浙江省电子政务云计算平台管理办法》两份文件，以内部管理办法形式确立了政务服务网的信息共享应当采取“义务提供、无偿共享”的原则。

## 评价
浙江政务服务网曾被中国社会科学院等机构颁评为2014年中国政府网站“最佳政务平台实践奖”，在中国国家行政学院对省级政府网上政务服务能力评估中亦名列第一。2014年，曹凯在《计算机与网络》中提出，浙江省认为政务服务网应当如同超市一般令服务对象各取所需，令网民可以像逛淘宝网一样“逛衙门”。

## 拓展阅读
- 《浙江省公共数据和电子政务管理办法 （页面存档备份，存于）》（2017年5月1日起实施）
- 浙江省人民政府办公厅《关于印发打破信息孤岛实现数据共享推进“最多跑一次” 改革2018年工作要点的通知》